# Риччи, Федерико
Федерико Риччи (итал. Federico Ricci; 22 октября 1809, Неаполь — 10 декабря 1877, Конельяно) — итальянский композитор. Младший брат композитора Луиджи Риччи.

## Биография
Музыкальное образование получил, как и его брат Луиджи, в Неаполе.
Первые оперы были написаны Риччи в середине 1830-х годов. Большой успех пришёл к нему в 1838 году после сочинения оперы «Эдинбургский узник» (итал. La prigione di Edimburgo, 1838, по роману Вальтера Скотта), одна из лучших его оперных работ.
Затем в течение нескольких лет, занимался оперной музыкой. Следующей успешной работой стала опера Corrado d’Altamura.
Ряд произведений был написан им совместно с братом композитором Луиджи Риччи. Вершиной их совместного творчества считается опера-буффа «Криспино и кума» (Crispino e la comare, ossia Il medico e la morte, 1850). После её успеха композитор посвятил себя полностью сочинению музыкальных комедий.
После очередных, благосклонно принятых публикой произведений, последовал крупный провал в Вене, после чего Федерико Риччи принял предложения заняться преподавательской работой в Санкт-Петербурге. В 1853—1869 годах жил в Петербурге, где был инспектором классов пения при театральном училище. Воспитал несколько талантливых учеников, среди них оперный певец П. Дюжиков.
Работал в России в течение 16 лет, при этом оставив композиторскую деятельность.
В 1869 году переехал в Париж, занимался сочинением комедий и, в основном, переработкой своих собственных ранних работ и произведений, написанных совместно с братом.
Имел некоторый успех.
Его сын Луиджи, известный по именем Луиджино Риччи (1852—1906) также был композитором.

## Оперы
Автор 20 опер, из них несколько совместно с братом Луиджи Риччи, в том числе наиболее популярная «Криспино и кума», премьера которой состоялась 28 февраля 1850 года в Венеции в Театре Сан-Бенедетто.
- Il colonello (La donna colonello; совместно с Луиджи Риччи, 1835)
- Monsieur de Chalumeaux (1835)
- Il disertore per amore (совместно с Луиджи Риччи, 1836)
- La prigione di Edimburgo (1838)
- Un duello sotto Richelieu (1839)
- Luigi Rolla e Michelangelo (1841)
- Corrado d’Altamura (1841)
- Vallombra (1842)
- Isabella de’Medici (1845)
- Estella di Murcia (1846)
- L’amante di richiamo (совместно с Луиджи Риччи, 1846)
- Griselda (1847)
- «Криспино и кума[англ.]» / Crispino e la comare, ossia Il medico e la morte (совместно с Луиджи Риччи, 1850; переработана в 1869)
- I due ritratti (1850)
- Il marito e l’amante (1852, переработана в 1872)
- Il paniere d 'amore (1853)
- Une folie à Rome (Paris, 1869)
- La vergine di Kermo (в соавт. 1870)
- Le docteur Rose, ou La dogaresse (1872)
- Don Quichotte (1876)